# The Hundred Year Association of New York
The Hundred Year Association of New York est une organisation à but non lucratif créée en 1927 à New York. Elle a pour objectif de reconnaître et récompenser la dévotion et les services rendus à la ville de New York par les entreprises et les organisations qui y sont en activité depuis au moins cent ans, et par les individus qui ont consacré leur vie à la ville ainsi qu'à ses employés.
L'association fournit également des services à ses membres pour promouvoir auprès du public leur histoire et leurs contributions aux affaires éducatives et civiques de New York et pour préserver, encourager, et perpétuer les grands idéaux et les traditions dignes d'attention qui ont été transmises pendant des années dans la vie professionnelle et commerciale de la ville. Elle est aussi prête à utiliser l'expérience de ses membres pour le bien commun lorsque les opportunités se présentent, et à aider et conseiller ceux qui ont moins d'expérience et dont le succès pourrait considérablement contribuer au tissu commercial et civique.

## Les membres
Toute association, entreprise, partenariat, propriété privée, en activité depuis au moins cent ans, en tant que telle, ou en tant que successeur d'une autre organisation est éligible pour devenir membre. Les entreprises de soixante-quinze ans ou plus peuvent également rejoindre l'organisation en tant que membres associés. Parmi les membres les plus célèbres, on retrouve l'entreprise Modell's, le cabinet d'avocats Paul, Hastings, Janofsky & Walker, le New York Post, la Bank of New York, le magazine Scientific American, ou encore l'Université de New York.

## Les médailles d'or

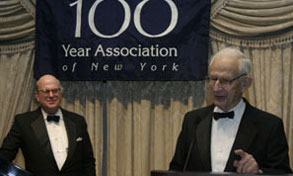
L'un des derniers lauréats de la médaille d'or en 2005, le procureur général de la ville de New York, Robert M. Morgenthau.

Chaque année depuis 1930, l'association remet sa Gold Medal Award (récompense de la médaille d'or), en reconnaissance de contributions remarquables à la ville de New York. Bien que souvent remise à un individu, la récompense a déjà été remise à plusieurs personnes ou à des organisations.
Parmi les personnes et organisations les plus célèbres à avoir reçu la médaille d'or, on retrouve l'urbaniste Robert Moses en 1934, le philanthrope John Davison Rockefeller Jr. en 1935, l'homme politique Thomas Edmund Dewey en 1936, le maire Fiorello LaGuardia en 1940, son successeur William O'Dwyer en 1948, Oscar Hammerstein II et Richard Rodgers en 1950, l'ancien président de General Motors Alfred P. Sloan en 1951, John Davison Rockefeller III en 1959, David Rockefeller en 1965, le Museum of the City of New York en 1982, l'ancien ambassadeur Felix Rohatyn en 1990, le Carnegie Hall en 1991, l'acteur Tony Randall en 1993, l'ancien maire Rudolph Giuliani en 1998, et plus récemment le New York Post en 2004.